# Бусо фон Бюлов
Бусо фон Бюлов (на немски: Busso von Bülow; † 1571) е благородник от род Бюлов, господар Оебисфелде (в Саксония-Анхалт) и Гартов (в Долна Саксония).
Той е син на Хайнрих фон Бюлов-Гартов († сл. 1538) и Армгард фон Бартенслебен-Волфсбург († 1560). Брат е на Кристоф фон Бюлов († 1553).

## Фамилия
Бусо фон Бюлов се жени за Фредеке фон дер Асебург (* 16 октомври 1534, Шермке; † 4 октомври 1604, Магдебург), дъщеря на Бернхард фон дер Асебург († 1534) и Анна фон Алвенслебен († 1571), дъщеря на Гебхард XVII фон Алвенслебен (1477 – 1541) и Фредеке фон Венден († 1551). Те имат един син:
- Хайнрих фон Бюлов (* 1569; † 11 ноември 1625), женен на 25 октомври 1596 г. в Харбке за Еулалия фон Велтхайм-Харбке (* 13 юли 1575, Деренбург; † 31 маи 1651); имат два сина
  - Бусо Хайнрих фон Бюлов († 1656)
  - Виктор фон Бюлов в Шрапелау († 1667)

- Дворец Гартов в Долна Саксония
- Замък Оебисфелде в Саксония-Анхалт